# Nir Mosze
Nir Mosze (hebr. ניר משה) – moszaw położony w Samorządzie Regionu Merchawim, w Dystrykcie Południowym, w Izraelu.
Leży na pograniczu północno-zachodniej części pustyni Negew, w pobliżu miasta Sederot.

## Historia
Moszaw został założony w 1953.

## Gospodarka
Gospodarka moszawu opiera się na intensywnym rolnictwie, sadownictwie i uprawach w szklarniach.